# Alyssum paphlagonicum
Alyssum paphlagonicum är en korsblommig växtart som först beskrevs av Heinrich Carl Haussknecht, och fick sitt nu gällande namn av Theodore `Ted' Robert Dudley. Alyssum paphlagonicum ingår i släktet stenörter, och familjen korsblommiga växter. Inga underarter finns listade i Catalogue of Life.